# Guillaume Ier de Misnie
Guillaume Ier dit le Borgne (en allemand : Wilhelm der Einäugige), né le 19 décembre 1343 à Dresde et mort le 9 février 1407 au château de Grimma, est un prince de la maison de Wettin, fils du margrave Frédéric II de Misnie. Il fut margrave de Misnie de 1382 jusqu'à sa mort.

## Biographie
Guillaume est un fils cadet de Frédéric II le Sérieux (1310–1349), margrave de Misnie et landgrave de Thuringe depuis 1323, et de son épouse Mathilde de Bavière (1310–1349), une file de l'empereur Louis IV. Après la mort de son père, le 18 novembre 1349, le frère aîné de Guillaume, Frédéric III, lui succède. Il est à la tête du margraviat de Misnie et du landgraviat de Thuringe avec ses frères cadets Guillaume et Balthazar, à tour de rôle. 
Après la mort de Frédéric III, le 21 mai 1381, un accord interne conclu en 1382 à Chemnitz partage les possessions des Wettin en trois parties : 
- la première est donnée à Balthazar et comprend la majeure partie de la Thuringe ;
- la seconde est donnée à Guillaume Ier et comprend le margraviat de Misnie ;
- la troisième est donnée aux fils de Frédéric III : Frédéric le Belliqueux, Guillaume le Riche et Georges, qui ont obtenu l'Osterland, le margraviat de Landsberg, le pays de la Pleisse, le comté d'Orlamünde, Iéna, Kahla et Naumbourg.

En 1395, Guillaume est également nommé administrateur de la marche de Brandebourg par Jobst de Moravie et devient le prince de la maison de Wettin le plus puissant de l'époque. Un seigneur actif et décidé, il acquiert encore la seigneurie de Colditz et le burgraviat de Dohna. Il protège la cathédrale de Meissen, dont il est le plus grand donateur, et il fonde le couvent des Augustins de Dresde en 1404.
Il épouse en premières noces, en 1366, Élisabeth, fille du margrave Jean-Henri de Moravie, issue de la maison de Luxembourg, qui meurt en 1400, et en secondes noces Anne (1387–1426), fille du duc Othon Ier de Brunswick-Göttingen. Ses deux mariages étant stériles, ses héritiers sont ses neveux Frédéric le Belliqueux, Guillaume II et Frédéric le Placide.

## Sources
- (de) Cet article est partiellement ou en totalité issu de l’article de Wikipédia en allemand intitulé « Wilhelm I. (Meißen) » (voir la liste des auteurs).
- (de) Matthias Donath: Die Grabmonumente im Dom zu Meißen. Leipziger Universitätsverlag, 2005,  (ISBN 978-3-937209-45-6), S. 285-287.
- (de) Heinrich Theodor Flathe  'D'eutsche Biographie : Wilhelm I., Markgraf von Meißen
- (de) Carl Wenck: Die Wettiner im XIV. Jahrhundert insbesondere Markgraf Wilhelm und König Wenzel nebst einem Exkurs: Der vogtländische Krieg, Duncker & Humblot, Leipzig 1877